# مكتبة رقمية

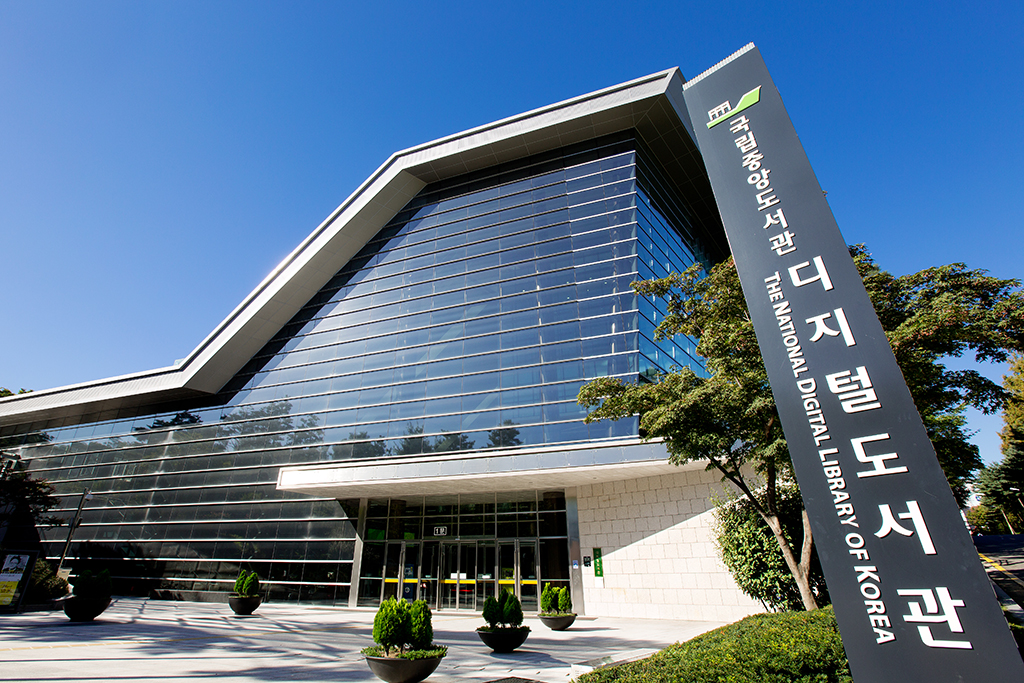
المكتبة الرقمية الوطنية الكورية

المكتبة الرقمية أو المكتبة الإلكترونية هي مجموعة من المواد (نصوص وصور وفيديو وغيرها.) مخزنة بصيغة رقمية ويمكن الوصول إليها عبر عدة وسائط منها الشبكات الحاسوبية بصفة خاصة الإنترنت.
حالياً محتوى المكتبة الرقمية يتعدى الكتب الرقمية إلى غيره من الوسائط. لدرجة وصف الإنترنت بأنه المكتبة الرقمية العالمية. ومن أمثلتها بنك المعرفة المصري والمكتبة الرقمية السعودية.

## انتشار المكتبات الرقمية
مع انتشار تقنيات الكتب الإلكترونية، واعتناق الكثير من الشركات الكبرى مثل أدوبي ومايكروسوفت لتقنيات رقمنة النصوص وتوزيعها، فإن فكرة المكتبات الرقمية بدأت تنتشر انتشاراً سريعاً، يدعمها في ذلك التطور السريع في تقنيات حفظ المعلومات ورقمنتها واستعراضها والبحث فيها، إضافة إلى توفر الشبكات كبنية تحتية يمكن بواسطتها الربط بين المستخدم وبين المكتبات الرقمية المختلفة موفرة بذلك فضاء معلوماتيا رحباً يعادل في أهميته فضاء الإنترنت العام السائد اليوم.
تصنف المكتبات الرقمية
- بأهدافها (تجارية، ثقافية...)،
- بمواضيع مضامينها (دينية، أدبية، علمية، تقنية...إلخ)،
- شكل المضامين (مستندات، صور، فيديو، صوت...إلخ). وايضاً تتميز المكتبات الرقمية بتوفير المعلومات بشكل اسرع.

.

## ميزة المكتبات الرقمية
تتميز المواد الرقمية عن غيرها، سواء كانت هذه المواد ملفات نصية، أو أفلام، أو موسيقى، بعدة مزايا. فالمواد غالباً سهلة الإنتاج والنشر والتوزيع إلى الملايين بتكلفة زهيدة.
فإنتاج كتاب بصيغة رقمية يختصر تكاليف الطباعة الورقية والنقل والتوزيع الباهضة. فيكفي إنتاج نسخة رقمية واحدة توضع على خادم مركزي وبيعها للمشترين الذين يتصلون بالخادم عبر (الشابكة (الانترنت). وبالتالي فإن تكلفة بيع كتاب إضافي تقارب الصفر بالنسبة للشركة الناشرة، وكل ما تجنيه من بيع النسخة الرقمية يعتبر ربحاً صافياً.

## مشاريع رائدة

### مشروع غوتنبرغ
من أقدم المكتبات الرقمية مشروع غوتنبرغ. لم يكن الربح التجاري هدف الشاب مايكل هارت في عام 1971 عندما قام بإنشاء أول مكتبة رقمية، واختار اسم غوتنبرغ على اسم مخترع الطباعة في القرن الخامس عشر، الذي فتح أفقاً جديداً لإصدار الكتب مؤذنا ببدء عصر التنوير في أوروبا وتمكين المواطن الأوروبي العادي من اقتناء وقراءة الكتب.

### واير تاب
هارت لم يكن وحده في جهوده الرامية إلى إنشاء أضخم مكتبة إلكترونية للنصوص الرقمية، حيث ظهر في أوائل التسعينيات مشروع واير تاب وهو موقع يستخدم إلى اليوم تقنية غوفر لتداول الملفات عبر الشبكة، ويحتوي على مجموعة هائلة من النصوص الرقمية المتخصصة، كنصوص المعاهدات والقوانين الدولية، والوثائق التقنية والعسكرية وما إلى ذلك.
وفي عام 1993 قام شاب اسمه جون مارك أوكربلوم، وكان طالباً في علوم الحاسوب ويعمل كمدير لموقع إنترنت الخاص بجامعة كارنيغي ميلون، ببدء العمل على فهرس يضم وصلات إلى جميع الكتب الإلكترونية الموجودة على الشبكة بما في ذلك مشروع غوتنبرغ. وأطلق أوكربلوم على فهرسه هذا اسم صفحة الكتب الإلكترونية The Online Books Page.
وفي عام 1998 حصل أوكربلوم على درجة الدكتوراه في علوم الحاسوب وانتقل إلى جامعة بنسلفانيا حيث أخذ يعمل على الأبحاث المتعلقة بعلم المكتبات الرقمية في مكتبة الجامعة وقسم علوم الحاسوب، مرتكزاً على فهرسه الأساسي الذي طوره في جامعة كارنيغي ميلون والذي أصبح الآن جزءاً من مراجع المكتبات الرقمية لدى جامعة بنسلفانيا ويحتوي الموقع اليوم على وصلات لعشرات الألوف من الكتب الإلكترونية المجانية باللغة الإنجليزية أو غير المجانية ولكن التي سمح مؤلفوها بنشرها عبر الشبكة. كما يحتوي الموقع على وصلات إلى العديد من المواقع التي تقوم بنشر الكتب الإلكترونية مثل مشروع غوتنبرغ.
ولا تقوم أية جهة رسمية بتمويل الموقع، ولا زال أوكربلوم يقوم إلى اليوم بالاعتناء بالموقع مجانا ودون أي مقابل.

## المكتبات الرقمية التجارية
وفي ذروة عصر الدوت كوم أدرك بعض رواد المكتبات الرقمية أنه رغم الانتشار السريع للإنترنت، وصيرورتها أحد أهم المصادر المعلوماتية، فإن الكثير من المعارف البشرية الهامة لا تزال محتجزة في بطون الكتب. ولكن هؤلاء لم يكونوا من الثوريين المتمردين أمثال هارت وأوكربلوم، ولكنهم كانوا رجال أعمال تقليديين أرادوا استغلال الفرص التجارية التي يمكن للمكتبات الرقمية أن توفرها لهم.
ومن بين هؤلاء كان تروي وليامز المدير التنفيذي والمؤسس لموقع questia، والذي يعتبر اليوم أكبر مكتبة رقمية ذات طابع تجاري في العالم.
ففي بداية عام 1998، وربما أثناء وقوفه في طابور أجهزة تصوير الوثائق، أو طابور استعارة الكتب في إحدى الجامعات الأمريكية، أدرك وليامز عدة أمور هي:
1) ألن يكون هؤلاء الطلبة مستعدين لدفع مبلغ معين من المال مقابل تجنب صفوف الانتظار، وعملية البحث المضنية عن الكتب المناسبة لأبحاثهم؟
2) تصوير الطلاب لصفحات من الكتب أو لكتب بأكملها يمثل فرصة ضائعة للشركات الناشرة لهذه الكتب.
3) ألن توفر المكتبات العامة والجامعية الكثير من التكاليف الإدارية لو قامت بالاعتماد على الكتب الرقمية وأتاحتها كمرجع للطلاب؟
وانطلاقاً من هذه التساؤلات، وبعد حوالي العامين ونصف العام من التخطيط والدراسة والإعداد أطلق وليامز موقع Questia إلى الفضاء الخائلي. واعتمادا على نتائج دراسة الجدوى فقد اختار وليامز أن تتخصص كويستيا في مجال الكتب الرقمية الخاصة بالعلوم الإنسانية والاجتماعية، ورغم أنه كان بإمكان الموقع أن يحتوي يوم افتتاحه على أكثر من مائة ألف كتاب، فإنه بدأ بخمسين ألف كتاب متخصصة في ذلك المجال فقط.
وتتلخص فكرة الموقع في أن الطلاب الجامعيين والباحثين يطلبون عادة الكتب القديمة، وبالتحديد التي يزيد عمرها عن الخمسة سنوات. كما لاحظ وليامز أيضاً أن شركات النشر تتوقف عن إعادة طباعة معظم الكتب بعد سبع سنوات من نشرها، ولكن هذه الكتب تحتفظ بقيمتها لمدة ثلاثين سنة أو أكثر.
لذا قامت كويستيا بالتعاقد مع أكثر من 170 ناشراً (عددهم اليوم هو 235)، وحصلت منهم على حقوق رقمنة كتبهم التي تتميز بهذه الصفة، ومن ثم إتاحتها للجمهور من خلال الموقع (وهو ما سنتحدث عنه بعد قليل). ولاختيار الكتب، قام وليامز بتوظيف عشرة مختصين في علم المكتبات، وبالذات من المتخصصين في علم انتقاء مجموعات الكتب. وقام هؤلاء باختيار خمسين ألف من أفضل الكتب المتوفرة لدى الشركات الناشرة، وهي الكتب التي شكلت نواة المشروع. ورغم أن هذه المكتبة صغيرة بالمقارنة مع المكتبات التقليدية فإنها تتميز بأن الكتب متوفرة دوماً للمستخدمين، كما أنه يمكن لكل مستخدم الحصول على نسخته الخاصة من الكتب المتوفرة.
وتقوم كويستيا بتوفير الخدمة للطلاب الجامعيين والباحثين في مجال العلوم الاجتماعية والإنسانية، حيث يقوم الطالب بالاشتراك في الموقع، ويتمكن مقابل اشتراكه من النفاذ إلى كامل محتوى الكتب الرقمية، والبحث في محتواها للعثور على المعلومات التي يريدها، باستخدام محرك بحث متقدم من أوراكل وهو برنامج ConText، إضافة إلى أن كويستيا تقوم بتعليم البيانات باستخدام لغة لغة الترميز القابلة للامتداد، مما يجعل عملية العثور على المعلومات أكثر سهولة. ويمكن للطلبة أن يقوموا بطباعة نتائج عمليات البحث التي يقومون بها.
ولكن الموقع يوفر ما هو أكثر من المراجع، كأدوات لكتابة الملاحظات على الصفحات، وإنشاء الحواشي، وفهارس المراجع (وذلك لتشجيع الطلبة على ذكر المراجع التي حصلوا منها على معلوماتهم). كما يحتوي الموقع على العديد من القواميس والفهارس، إضافة إلى إمكانية وضع مجموعات معينة من الكتب ضمن رف رقمي شخصي.
وماذا عن الشركات الناشرة للكتب؟ ما تقدمه خدمة كويستيا للشركات الناشرة يفوق مجرد شراء حقوق النشر، حيث تحصل هذه الشركات على نسبة معينة من إيرادات الاشتراكات ضمن الموقع، وهو مصدر دخل من كتب لا تدر في العادة عوائد على الشركات، كما أن المستفيدين منها عادة هم مراكز تصوير ونسخ الكتب التي يلجأ إليها الطلبة عادة.
ولا يؤمن وليامز بجدوى سوق الكتب الرقمية خلال الأعوام الثلاث القادمة، حيث أن المنتجين لم يستقروا بعد على نسق قياسي يتم بموجبه إنتاج الكتب الرقمية، ولا زال السوق بحاجة إلى تحديد النسق الأفضل. كما أنه يعتقد أن الطلب غير موجود من قبل القراء (يجدر الإشارة إلى أن موقع أمازون يبيع الكتب الرقمية). ومن جهة أخرى يرى وليامز أن الطلب في الوقت الحالي يتمركز حول استخدام إنترنت لكتابة أوراق البحث. وما يقوم به هؤلاء الطلاب في الوقت الحالي هو اللجوء إلى مصادر غير محكمة أو موثقة على إنترنت. وما توفره كويستيا هو مراجع موثقة ومحكمة من الدرجة الأولى يمكن استخدامها لكتابة أبحاث أفضل.

## المكتبات الرقمية عربيا
بدأت تظهر المكتبات الرقمية في العالم العربي سواء بمبادرات مؤسسية أو فردية، واختلف مجهود كل مبادرة بين جمع المضامين الرقمية وفهرستها وعرضها وبين مجهودات لرقمنة كتب ومصادر ورقية. في مجال الرقمنة يذكر تجربة معهد الإمارات للأبحاث والدراسات الإستراتيجية، والذي قام قبل عامين برقمنة جميع نتاجه العلمي باستخدام نظام نوليدج بايز KnowledgeBase وإن اقتصرت اتاحة المكتبة فقط على العاملين ضمن المركز.
ومن المحاولات الأخرى لإنشاء مكتبة رقمية هو مكتبة الوراق (alwaraq.net)، والذي قامت شركة كوزموس للبرمجيات بإنشائه وتضمينه أمهات الكتب التراثية العربية، وميكانيكيات بحث ممتازة، ولكن هذا الموقع متخصص جداً في محتواه والذي يقتصر كما قلنا على الكتب التراثية العربية.
مكتبة المسجد النبوي الشريف والتي تقوم بجمع كل الكتب الإسلامية في صيغة إلكترونية ووضعها في قواعد بيانات وإتاحة البحث فيها للباحثين والرواد.
ومكتبة آسك زاد التي أنشئت عام 1998 وتعرض كتباً ودراسات جامعية ومؤتمرات علمية.

## المزايا
من مزايا المكتبات الرقمية، بوصفها وسيلة سهلة وسريعة للوصول للكتب والمحفوظات والصور، اعتراف المصالح التجارية والهيئات العامة على حد سواء بها على نطاق واسع.
مساحة التخزين في المكتبات التقليدية محدودة؛ في حين أن للمكتبات الرقمية القدرة على تخزين معلومات كثيرة في مكان ضيق، كون أن المعلومات الرقمية تحتاج لفضاء مادي صغير جداً لتخزينها. على هذا النحو، فإن تكلفة صيانة مكتبة رقمية هي أقل بكثير من مكتبة تقليدية.
تنفق المكتبة التقليدية مبالغاً كبيرة من المال على مرتبات الموظفين والإيجار واقتناء كتب جديدة وصيانة الموجود منها. أما المكتبات الرقمية فتخفض هذه التكاليف وفي بعض الحالات تتخلص منها. كما أن المكتبات الرقمية أكثر استعداداً لتبني الابتكارات الجديدة في مجال التكنولوجيا، فهي توفر لمستخدميها تحسينات مستفيدة من تكنولوجيا الكتاب الإلكتروني والصوت فضلاً عن تقديمها لأشكال جديدة من الاتصالات مثل الويكي والمدونات. قد توفر المكتبات التقليدية عبر الإنترنت دليلا لمحتوياتها (Online public access catalog : OPAC). تسمح الرقمنة المواد بتسهيل إيصالها لطالبيها. كما أنها تفتح المجال لرواد جدد غير تقليدين للمكتبة وذلك بسبب الموقع الجغرافي أو الانتماء التنظيمي.
- لا حدود فعلية : المستخدم للمكتبة الرقمية لا يحتاج للتنقل إلى المكتبة، فالوصول للمكتبة الرقمية متاح من جميع أنحاء العالم طالما كان الاتصال بالإنترنت متاح.
- مفتوحة على مدار الساعة : الميزة الرئيسية للمكتبات الرقمية هي إمكانية الوصول إليها 24 ساعة / 24 7 أيام/7.
- وصول متعدد : غالباً ما يمكن لأكثر من طرف استخدام نفس الموارد في الوقت ذاته. قد لا يكون الأمر كذلك بالنسبة لمواد خاضعة لحقوق الطبع والنشر: فقد يكون للمكتبة ترخيص بـ «إقراض» نسخة واحدة فقط في وقت واحد؛ ويتحقق ذلك مع نظام إدارة الحقوق الرقمية حيث يمكن أن تصبح مصدراً لا يمكن الوصول إليها بعد انقضاء فترة الإقراض أو بعد أن يختار المقرض جعلها غير قابلة للوصول (وهو ما يعادل إعادة الموارد).
- استخراج المعلومات: يمكن للمرتاد المكتبة استخدام أي مصطلح (كلمة، جملة، والعنوان والاسم والموضوع) للبحث في المجموعة بأكملها. كما يمكن للمكتبات الرقمية توفير واجهات سهلة الاستخدام متيحة الوصول لمواردها بالنقر.
- حفظ وصيانة: الرقمنة ليست حلاً للمحافظة على المدى الطويل للمجاميع المادية، ولكنها تنجح في توفير نسخ من المواد لطالبين كثر لو استعملوا الأصل لتدهور من الاستخدام المتكرر. الحفظ على المجاميع المرقمنة أو المواد رقمية الأصل خلق العديد من الشواغل تخص حفظ المواد لا التناظرية. الرجاء فقرة «المشاكل» للحصول على أمثلة.
- الفضاء : في حين تقتصر المكتبات التقليدية على مساحة تخزين محدودة، فإن للمكتبات الرقمية القدرة على تخزين معلومات أكثر في فضاء مادي صغير جداً وبأسعار معقولة من أي وقت مضى بفضل تكنولوجيات تخزين الوسائط المتعددة.
- قيمة مضافة: يمكن تحسين خصائص معينة في المواد، نوعية الصور في المقام الأول. كما يمكن للرقمنة تعزيز الوضوح وإزالة العيوب مثل البقع وتغير الألوان.[4]
- سهولة الوصول.

## المشاكل والتحديات
رغم التطورات الكبيرة في مجال تقنيات الكتب والمكتبات الرقمية فلا زال أمامها شوطا بعيداً كي تقطعه لتحقيق الانتشار الكامل.

### حقوق النشر والتأليف
من ناحية يجمع الكثيرون من أقطاب الصناعة على أن تقنيات حماية وإدارة حقوق الملكية الفكرية الخاصة بالمحتوى الرقمي لم تحقق بعد مستوى الأمن المطلوب، حيث لا زال من السهل كسر التشفير الخاص بالكثير من هذه الأدوات، كما حصل في حالة شركة أدوبي مؤخراً حين تمكن أحد الهكرة الروس من كسر شيفرة كتبها الرقمية. وترى شركات النشر أنه ما لم يتم حل هذه المعضلة فإنهم يخشون أن تؤول الكتب الرقمية إلى مصير مشابه لما حصل في صناعة الموسيقى عند ظهور نابستر، ويقولون بأن مصير التقدم البشري مرهون بحل هذه المشكلة، فإذا ما تمت قرصنة الكتب على نطاق واسع فإن ذلك سيؤدي إلى امتناع المؤلفين عن الكتابة والنشر، مما سيؤدي إلى تضاؤل النتاج العلمي.
ولكن شركات النشر تخوض حرباً شرسة لتمديد الفترة التي يكون فيها كتاب ما خاضعاً لحقوق الملكية الفكرية. وقد نجحت الشركات الأمريكية في عام 2000 إلى مد الفترة التي يكون فيها كتاب ما خاضع لحقوق الملكية الفكرية إلى 75 عاماً بعد موت المؤلف، وهو تمديد يهدد المكتبات الرقمية المجانية من أمثال مشروع غوتنبرغ، والذي يتخصص في رقمنة الكتب التي لم تعد خاضعة لقوانين حماية المؤلف، والتي كانت في الماضي تسقط عن الكتب بعد 25 عاماً من موت المؤلف. ويقول مايكل هارت وأوكربلوم بأن هذه القوانين تحمي الشركات الناشرة وأرباحها فقط. ويقول أوكربلوم مازحاً بأنه طبقاً لهذا القانون فإن المخططات الهندسية لأول طائرة، والتي ابتكرها الأخوان رايت، لا تزال محمية بقوانين حماية المؤلف الجديدة.

### حفظ المواد الرقمية
الحفظ الرقمي يهدف إلى ضمان بقاء وسائل الإعلام الرقمية ونظم المعلومات قادرة على قراءتها وتفسيرها في المستقبل إلى أجل غير مسمى. يجب أن يتم ترحيل كل المكونات الضرورية والحفاظ عليها أو محاكات عملها. عادة ما يتم محاكاة مستويات الدنيا من أنظمة (قرص مرن على سبيل المثال)، bit-streams (الملفات الفعلية المخزنة في الأقراص) وأنظمة التشغيل يجري محاكاتها على جهاز ظاهري (بالإنجليزية: virtual machine)‏. إلا إذا كان معنى ومضمون وسائل الإعلام الرقمية ونظم المعلومات مفهومة جيداً ويمكن ترحيلها، كما هو الحال بالنسبة للوثائق مكتب.

## البنية والتنظيم
يوجد فرق شاسع بين أتمتة المكتبات ورقمنتها. ففي حين تعنى الأتمتة بحوسبة العمليات المكتبية مثل استعارة الكتب وفهرستها وتنظيم العمليات الداخلية للمكتبات، فإن رقمنة المكتبات تعني تحويل مجموعات من الكتب ضمن المكتبات التقليدية إلى صورة رقمية سواء بمسحها ضوئياً، أو إدخالها كنص إلكتروني.
وتوصي شركة صن مايكروسيستمز، وهي من الشركات الرائدة في إنشاء المكتبات الرقمية في الولايات المتحدة، بأخذ النقاط التالية بعين الاعتبار عند إنشاء المكتبات الرقمية.
- اعتماد نسق موحد للمعلومات (توصي صن باعتماد لغة الترميز القابلة للامتداد)
- أسلوب النفاذ إلى المكتبة الرقمية-هل سيكون مفتوحاً للعموم عبر إنترنت أم سيقتصر على فئة معينة من المستخدمين
- الأمان والتحقق من هوية المستخدمين
- برمجيات حماية حقوق الملكية الفكرية
- البنية التحتية للمشروع من برمجيات وقواعد بيانات ومدى قدرتها على التوسع واستيعاب الأعداد المتزايدة من المستخدمين
- محرك البحث المستخدم. المكتبة الرقمية لا تفيد بشيء إذا ما لم تستخدم محرك بحث قوي.
- وسائط التخزين وحفظ البيانات وقدرتها على التوسع، وأساليب التخزين الاحتياطي التي تعتمدها.

### معايير اختيار المجاميع الرقمية
تطبق الهيئات (عادة المكتبات) مجموعة من المعايير لاختيار المضامين الرقمية لإنشاء مكتبة رقمية من ممتلكاتها الحالية لرقمنتها واقتناء المرقمنة مستقبلاً.
امتلاك إستراتيجية ذات أولويات اختيار محددة للرقمنة أمر بالغ الأهمية. العوامل التي ينبغي أخذها في الاعتبار:
1. قيمة المواد
2. حالة المواد
3. استخدام المواد
4. الخصائص المادية الضمانة لمستوى عال من النجاح

بالنسبة لمكتبة الكونغرس، المتعلقات ذات الاهتمام الوطني هي مرشحة للعرض وتقليل الأذى على النسخ الأصلية.
في المناقشات المبكرة حول رقمنة مواد المكتبات، في كثير من الأحيان اقترحت قرارات الاختيار على أساس الرغبة في تحسين فرص الحصول على المحتوى، وليس على شرط أو قيمة العنصر الأصلي. وفي عام 2001، كتبت بولا دي ستيفانو  أن استخدام مجموعة من المعايير المستندة هو أمر واعد، كما هو «الأساس في تنمية المجاميع والقاسم المشترك بين جميع قرارات الاختيار». ومع ذلك في الممارسة العملية، أظهرت دراسة لها أن معظم المشاريع الرقمية ركزت على مجموعات خاصة، والتي عموما ليست المواد الأكثر شعبية في المجموعة الشاملة.
وفي ورقة بيضاء لمجلس عن المكتبة ومصادر المعلومات سنة 1998، حددت الاعتبارات التالية الشاملة للاختيار:
1. تقييم الطبيعة الفكرية والمادية من لمصدر المواد؛
2. عدد وموقع من المستخدمين الحاليين والمحتملين؛
3. الطبيعة الحالية والمحتملة للاستخدام؛
4. شكل وطبيعة المنتجات الرقمية المقترحة وكيف سيكون وصفها، تسليمها، وحفظها ؛
5. كيف يتعلق المنتج المقترح بجهود رقمنة الأخرى ؛ و
6. التوقعات للتكاليف فيما يتعلق بالمنافع.

## المكتبات الافتراضية
المكتبة الافتراضية هي بيئة مرئية ثلاثية الأبعاد تحاكي الواقع بالصورة والصوت واللمس. حيث يتمكن المستخدم بواسطة المعدات الخاصة التي تتكون من جهاز العرض المثبت على الرأس والقفاز السلكي [الإنجليزية] المرتبطة بالحاسب، من التجوال في المكتبة والتعرف على مصادر معلوماتها بالتصفح والاستطلاع.
مع بداية العقد الأخير من القرن العشرين، ظهر إلى الوجود نوع آخر من المكتبات يعرف بمكتبات الواقع الافتراضي أو المكتبات الافتراضية. والجدير بالذكر إن المكتبات الافتراضية ليست نوعاً جديدا من المكتبات مستقل بذاته، وإنما هي مكتبات مفترضة تحاكي مكتبات عالمية موجودة فعلاً مثل، مكتبة الإعارة البريطانية التي كانت رائدة في تطبيق هذا النوع. كما إن المكتبات الافتراضية، تعتمد بشكل كامل على البيئة الرقمية للمعلومات.
بعد استعراض المستويات الثلاث للحوسبة في المكتبات. نلاحظ إن كل مستوى قائم على المستوى السابق، وأحياناً يكون مكملاً له:
- فالمكتبات المحوسبة هي في واقع الأمر، مكتبات تقليدية استثمرت تقنيات الحواسيب في تبسيط إجراءاتها وتحسين خدماتها بما يتلاءم ومتطلبات عصر المعلومات، والحاجات الملحة للمستخدمين.
- أما المكتبات الرقمية، فتعد نوعاً متقدماً في مستويات الحوسبة لتشمل جميع مفاصل ومراحل العمل المكتبي، بدء من الاختيار والتزويد والمعالجة والخزن والاسترجاع وانتهاءً بالتوزيع الرقمي لمصادر معلوماتها.
- تأتي المكتبات الافتراضية لتحاكي المكتبات باستخدام نظم الحاسوب المتطورة، التي يمكن من خلالها بناء بيئة خيالية ثلاثية الأبعاد، يكون المستفيد منها في تماس مباشر مع مصادر المعلومات بطبيعتها الرقمية، وبمعزل عن أي حدود، أو إجراءات تفرض على أسلوب البحث والإفادة من مصادر المعلومات.

وبشكل عام، فإن عملية التحول من مستوى إلى أخر، تأخذ منهجاً تسلسلياً بدأ من حوسبة بعض المهام والوظائف الأساسية للمؤسسة، مروراً ببناء البيئة الرقمية لمصادر المعلومات، وصولاً إلى البيئة الافتراضية. التي يتمكن المستخدمين من خلالها الإفادة من المكتبات ومصادرها من خلال الإنترنت. وعموماً ما زالت تجاربنا المحلية عند المربع الأول لعملية الحوسبة، إذ لم تتخطى مستوى الحوسبة الجزئية الخدمات والإجراءات.

## وصلات خارجية
- دليل DMOZ للمكتبات الرقمية
- المكتبة العربية  هي مكتبة عربية مجانية إلكترونية تقنية في العالم
- موقع مشروع غوتنبرغ
- مكتبة الوراق لكتب التراث العربي
- مكتبة آسكزاد